# Památník Velké Moravy - Cyrilometodějské centrum

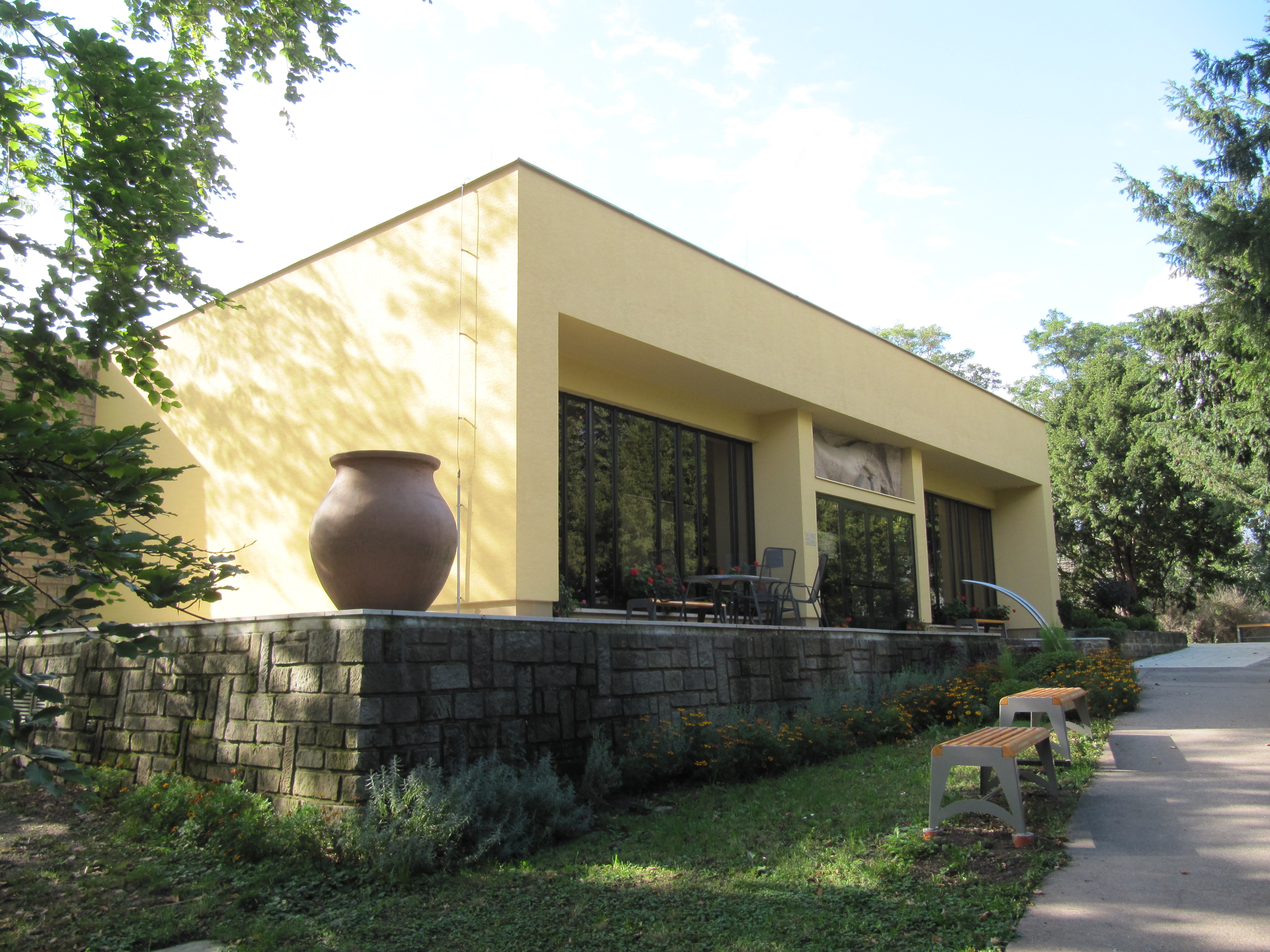
Památník Velké Moravy, vstup

Památník Velké Moravy - Cyrilometodějské centrum nacházející se ve Starém Městě je součástí národní kulturní památky České republiky, vyhlášené v roce 1969 jako „Soubor pozůstatků velkomoravské sídelní aglomerace Staré Město - Uherské Hradiště - Modrá“. Budova památníku byla postavena v letech 1959–1960 nad základy první objevené a uznané stavby z doby velkomoravské, kostela Na Valách.

## Poloha
Archeologické naleziště Na Valách je dnes součástí centra města Staré Město. Na jihu prochází jeho pomyslná hranice Jezuitskou ulicí, na východě Velkomoravskou ulicí, na severu ulicí Na Hradbách a konečně na západě ulicí Antonína Zelnitiuse. Zahrnuje tak místní polohy Na Valách, Dvorek a jižní část Nového světa. Z hlediska krajinného se naleziště rozprostírá na mírném svahu tzv. východní staroměstské ostrožny tvořené nejmladší štěrkovou terasou řeky Moravy a částečně zasahuje i pod ni, na okraj samotné nivy.

## Historie

### Historie archeologického výzkumu
V době prvních vykopávek prováděných zde v letech 1887 a 1889 Františkem Myklíkem, Ignácem Tkáčem a Martinem Křížem, se zde nacházel tehdy ještě vodní mlýn a zahrady soukromých zemědělců. Právě na nich byl v roce 1897 otevřen písečník. V důsledku toho docházelo ke každoročnímu nekontrolovanému ničení desítek kostrových i žárových hrobů, protože panoval názor, že tyto jsou jen pozůstatkem běsnění z doby třicetileté války. Až teprve úsilí nového učitele Antonína Zelnitia a náhodný nález zlaté náušnice z roku 1924 vedly k tomu, že naleziště Na Valách začalo poutat zájem nejprve místních vlastivědných činovníků a později i odborníků a konečně poodhalilo svoji pravou dějinnou podobu. Zásluhu na tom měl především Antonín Zelnitius, který se také v roce 1929 z rozhodnutí Jaroslava Böhma stal vedoucím záchranného výzkumu prováděného zde od roku 1928 Státním archeologickým ústavem v Praze. Do roku 1932, kdy byly výzkumy zastaveny, došlo k prozkoumání 350 kostrových hrobů a několika desítek sídlištních objektů z doby Velké Moravy a byla poznána struktura valového tělesa. Získaný, nezřídka honosný inventář, se stal základem sbírek staroměstského muzea.
Terén prozkoumaný na přelomu 20. a 30. let 20. století měl tvar podkovy obepínající vytěženou část písečníku, přičemž na východním okraji dosáhl oplocení zahrady patřící k mlýnu vlastněném tehdy Vratislavem Schildrem. To a zejména nedostatek financí byly hlavní příčiny, proč se v odkryvech dále nepokračovalo.
K obnovení zemních prací došlo až po válce v roce 1948. Jejich řízením byl pověřen tehdy mladý kustod Slováckého muzea, později vynikající archeolog a pracovník Moravského muzea v Brně a dlouholetý vedoucí výzkumů ve Starém Městě, Vilém Hrubý. Už v roce 1949 byl pod jeho vedením Na Valách učiněn objev, který se nesmazatelně zapsal do dějin naší archeologie: při pokračujícím výzkumu pohřebiště došlo k odkryvu negativní výplně základových rýh sálového kostela s podkovovitou apsidou, což představovalo objevení prokazatelně první architektury z doby Velké Moravy u nás. Přitom bylo prozkoumáno více než 1 000 hrobů z 2. poloviny 8. až 1. poloviny 10. století, přičemž ty z nich, které se nacházely blízko kostela, ležely často v superpozicích nad sebou, mnohé také obsahovaly zlaté a stříbrné šperky, honosné zbraně i předměty denní potřeby. Výzkum trval do roku 1951. V jeho průběhu byla s pochopením i podporou ze strany majitele pozemku prozkoumána především mlýnská zahrada. Vzhledem k významu celého objevu byl nad kostelními základy vystavěn provizorní dřevěný přístřešek a posléze rozhodnuto o vybudování rozsáhlého památníku, který měl obsáhnout celou plochu někdejší zahrady. Tento plán si letech 1957 – 1959 vyžádal pokračování výzkumné činnosti, cílem které bylo prozkoumání okrajových částí ostrožny a to hlavně v jižní a východní části polohy Na Valách. Opět došlo k odkryvu kostrových hrobů a sídlištních objektů, zachyceny byl však i průběh opevňovacích příkopů raně středověkého stáří. Po skončení těchto výzkumů dosáhl počet objevených hrobů čísla 1636, což už tehdy ze staroměstské polohy Na Valách činilo největší pohřebiště doby velkomoravské a to nejen u nás, nýbrž i na územích spadajících pod vliv panovníků Velké Moravy.

### Historie Památníku Velké Moravy
Z velkorysých plánů rozsáhlého komplexu památníku, jehož součástí měla např. být i archeologická základna, či depozitář s knihovnou, byla nakonec v letech 1959 – 1960 v poloze Na Valách zrealizována budova jen jedna a sice ta, která dodnes stojí na ostrožně nad Jezuitskou ulicí. Byl v ní vytvořen Památník Velké Moravy, k jehož částečnému vyinstalování a následnému otevření došlo v polovině roku 1961. Technické problémy stavby i nepřesvědčivá prezentace archeologických nálezů vedly už v roce 1964 k jeho uzavření, což se samozřejmě setkalo s negativní odezvou veřejnosti. Po jisté nápravě byl památník v roce 1966 sice opět zpřístupněn, nicméně náležitý vzhled získaly jak budova, tak především expozice až v roce 1969, v době příprav na oslavy 20. výročí objevu svého nejvýznamnějšího exponátu – základů velkomoravského kostela. Nové expozici se dostalo pojmenování „Veligrad - Staré Město“.
V témže roce, tedy 1969, se dochované relikty církevní architektury i samotný Památník Velké Moravy Na Valách staly součástí Národní kulturní památky I. kategorie s názvem Staré Město – Veligrad. Z hlediska zprávy přecházel Památník postupně z Moravského muzea v Brně na Okresní národní výbor Uherské Hradiště a jeho Slovácké muzeum, pak na Krajské středisko státní památkové péče a ochrany přírody v Brně, aby se v roce 1986 opět dostal pod okres Uherské Hradiště, kde v rámci Slováckého muzea zůstal až dodnes. Poměrně časté stavební úpravy prováděl investor, reinstalace výstav ve většině případů vedl prof. PhDr. Vilém Hrubý, DrSc. Byl to právě on, kdo v roce 1985 u příležitosti 1 100. výročí úmrtí arcibiskupa sv. Metoděje vytvořil scénář a výrazně přispěl k realizaci nové expozice, která dostala název „Velkomoravské Staré Město“. I přes pozdější dílčí zásahy zůstala tato expozice dodnes základem prezentačního systému staroměstského památníku.
Už v minulosti se budova Památníku Velké Moravy stávala místem, které navštěvovali významní představitelé vědy, kultury i politického života. V roce 1975 zde např. pobývali účastníci Kongresu slovanské archeologie, v roce 1991 archeologové doslova z celého světa, kteří se pak zúčastnili celosvětového archeologického kongresu věd historických a protohistorických UISPP konaného v Bratislavě a konečně v roce 1999 u příležitosti 50. výročí objevu kostela Na Valách navštívili prostory velkomoravského památníku význační slavisté, i představitelé státní správy, účastníci mezinárodní konference Velká Morava mezi východem a západem, pořádané pod patronací kanceláře prezidenta ČR v Uherském Hradišti. Při té příležitosti zde také proběhla vernisáž výstavy Meč, symbol moci, cti a odvahy, což byl jeden z prvních počinů, jimiž se vedení Slováckého muzea a archeologického výzkumu ve Starém Městě snaží o aktualizování a oživení Památníku i o jeho hlubší vpravení do role významného veřejného kulturního subjektu celého Uherskohradišťska.
Pomineme-li občasné obhlídky drobných výkopů v okolí Památníku, pak seriozní zájem archeologů o naleziště Na Valách opět vzrostl zejména na sklonku 80. let 20. století. Byl vyvolán tím, že se pozemek někdejšího mlýna dostal do správy JZD Dolina ve Starém Městě, a to na něm plánovalo výstavbu zařízení hotelového typu. Proto se roce 1988 v lokalitě jmenované jako Dvorek (Na Dvorku), mezi budovou Památníku a Velkomoravskou ulicí, opět objevili archeologové brněnského Moravského muzea na čele se současným vedoucím výzkumů ve Starém Městě, Luďkem Galuškou. V této dosud neukončené etapě bylo v podobě více než 150 hrobů zachyceno pokračování kostelního pohřebiště východním směrem, doložena byla existence předvelkomoravského opevnění a sídliště z 8. a 1. poloviny 9. století, zkoumány byly mohutné kamenné základy staveb z 13. – 15. století a z téže doby byly odkryty také spodní části hrnčířských pecí i s vypalovanou keramikou. Výzkumy zde stále pokračují, protože tato místa ještě stále nevydala všechna svá tajemství. Mají záchranný charakter, neboť centrální poloha lokality Dvorek v rámci města předurčila tato místa k tomu, aby zde v budoucnu vzniklo nové městské náměstí Starého Města, jehož součástí by se měl stát i nový kostel s zasvěcený sv. Duchu. V souvislosti s tím, se po létech opět aktualizovala otázka dostavby nejen Památníku a jeho zázemí, ale i depozitářů a archeologického centra. Je proto možné, že v novém tisíciletí přece jen dojde k naplnění idejí z 50. let 20. století, a že časem budou sbírky opět uloženy tam, odkud pocházejí.

### Historie lokality Na Valách
Zdá se, že první člověk, který se zastavil v blízkosti dnešní budovy Památníku Velké Moravy ve Starém Městě Na Valách, byl mladopaleolitický lovec starší doby kamenné (40 000 – 10 000 př. n. l.). Jeho pobyt zde dokládají kamenné čepelky a úštěpy, tedy nástroje a odpad vzniklý při jejich výrobě. V období pozdního paleolitu (10 000 – 8 000 př. n. l.) tady byla pohřbena drobná, asi pětačtyřicetiletá žena, v jejíž blízkosti se našlo ohniště a v něm drobné kamenné nástroje. Jde o doposud jediný a tím i velmi významný antropologický nález pozdněpaleolitického člověka z území naší republiky. Potom, asi na konci 5. tisíciletí př. n. l., se Na Valách objevili první zemědělci, nositelé kultury s moravskou malovanou keramikou, kteří se zde na nějakou dobu i usadili. Dokládají to sídlištní jámy s typickou malovanou keramikou i broušené kamenné nástroje, někdy ovšem nacházené v druhotném uložení v zásypu hrobových jam velkomoravských hrobů. Po více než 3 000 let dlouhé mezeře osídlil svažitý terén polohy Na Valách lid lužické kultury lužických popelnicových polí mladší doby bronzové (1 250 – 1 000 př. n. l.). Zůstala však po něm jen hrubá prstovaná keramika, kostěné šídlo a snad i jedno ohniště. A potom, až do 6. století po Kristu, jakoby se dění okolního světa míst na konci východní staroměstské ostrožny úplně vyhnulo. Nicméně pak nastal zlom a Na Valách se objevili naši předci, staří Slované.
První Slované se ve Starém Městě Na Valách, na pro ně typickém místě na terase nedaleko řeky, poprvé zastavili v průběhu 6. nebo v 1. polovině 7. století, tedy v tzv. časně slovanském období. S velkou pravděpodobností si zde založili malou osadu, byť prokazatelné sídlištní objekty z té doby dosud odkryty nebyly, pokud ovšem netvořily součást starších odkryvů Antonína Zelnitia. Existenci osady tak dokládají zejména roztroušené zlomky typické nezdobené keramiky pražského typu. Naopak přítomnost pohřebiště těchto prvních Slovanů je Na Valách jasně prokazatelná. Dokládá ji pět žárových hrobů objevených na samém severním okraji naleziště v blízkosti někdejšího mlýnského náhonu a zbytky několika dalších hrobů porůznu lokalizovaných v rámci celého pohřebiště. Jednu skupinku z nich tvořily hroby v nádobách, kde zbytky žehu spočívaly v popelnicích umístěných v plytkých jámách, v případě druhé byly zbytky posmrtné hranice jen tak vsypány do zemní jamky a překryty hlínou snad někdy vytvářející malou mohylku.
Po celé 7. století existenci osady Na Valách stále ještě více předpokládáme, než že o ní víme z archeologických pramenů. Nicméně pohřby v nádobách z této doby ji nepřímo dokládají. To v souvislosti s 8. stoletím je situace zcela jiná. Několik desítek objektů z nižších částí naleziště Na Valách, v poloze Dvorek, z nichž některé se dokonce vzájemně porušují a přitom výplně všech ještě překrývá kulturní vrstva z doby Velké Moravy nebo jsou do nich vhloubeny hroby z 9. století, naznačují, že právě tady se nacházela podstatná část zdejšího předvelkomoravského sídliště. Poslední výzkumy také doložily starší závěry Viléma Hrubého o tom, že už toto sídliště bylo opevněné, takže se vlastně jednalo o hradiště. V jeho rámci máme doložen život vyšší společenské vrstvy a provozovalo se zde i zpracovávání barevných kovů, především bronzu a s velkou pravděpodobností snad také zlata. Někdy v průběhu 2. poloviny 8. století byla na pohřebišti do země uložena první nespálená těla mrtvých, což předznamenalo začátek postupné změny pohřebního ritu ze žárového na kostrový. Hradisko Na Valách se tak už v předvelkomoravském období zřejmě stalo jistým mocenským hybatelem v rámci okolního převážně zemědělského osídlení. Podobnou funkci mohlo na opačném břehu Moravy částečně sehrávat i sídliště rozkládající se v místech centra dnešního Uherského Hradiště. Na pravém staroměstském břehu Moravy mělo toto osídlení podobu menších osad i větších sídlišť, mezi nimiž se rozprostírala pole, úhory a pastviny a táhly se tudy drobné vodoteče lokálního významu, někdy vzniklé lidskou rukou, jindy přirozenou cestou.
Zdá se, že s něčím podobným můžeme počítat i pro starší období Velké Moravy, tedy 1. polovinu 9. století, snad jen s tím rozdílem, že postupným nárůstem obyvatelstva se na Staroměstsku zvětšovala plocha sídlišť a úměrně s tím se zmenšoval rozsah jejich hospodářského zázemí. Budovaly se také jednotlivé části tzv. vnějšího opevnění v západní a severní části Starého Města a snad i na vodoteči Vláce nedaleko řeky Moravy. Tento vývoj vyvrcholil někdy okolo poloviny 9. století, kdy původně oddělená sídliště - osady v pojetí Viléma Hrubého - srostla v jeden celek, v jedno rozsáhlé velkosídliště.
Nastíněný vývoj se také do značné míry odrazil v dění na staroměstské lokalitě Na Valách. Od začátku 9. století už zde zcela nabylo vrchu pochovávání nespálených těl, přičemž se pohřebiště postupně posouvalo po svahu do nížeji položených míst. Tím se krajní hroby dostaly až do těsné blízkosti obydlí a nedaleko od míst, kde se táhlo staré opevnění – palisáda, popř. dřevěná stěna s příkopem nebo s původní upravenou vodotečí. Okolo poloviny 9. století zde došlo k tomu, že opevnění přestalo plnit svoji funkci, nebylo obnovováno, tedy chátralo a také příkop se postupně zanášel odpadovým materiálem ze sídliště. Ovšem i dny tohoto sídliště už byly sečteny. Spolu s rozšiřujícím se pohřebištěm začali lidé postupně opouštět svá obydlí a dílny a stěhovali se do jiných částí staroměstského velkosídliště, především asi na nedalekou polohu Za Zahradou, rozkládající se jižně od polohy Na Valách. Proces změny ze sídlištní funkce na funkci funerální byl do značné míry umocněn ještě i tím, že v průběhu doby velkomoravské došlo Na Valách k vybudování na maltu kladeného kamenného kostela.
Přesnou dobu vzniku kostela Na Valách neznáme. Víme, však, že vznikl na už existujícím pohřebišti, a že jeho postavení předznamenalo zintenzivnění pochovávání v těchto místech. Obecně z toho plyne, že hroby porušené kostelními základy nebo se pod nimi nacházející a samozřejmě i milodary v nich nalezené jsou starší než kostel. Naopak hroby respektující kostelní základy byly realizovány až u stojící stavby, což znamená, že jsou s ní současné, stejně jako materiál nalezený při jejich preparaci. Ten ovšem mohl být používán i v době před vznikem kostela, nicméně do hrobu se s jistotou dostal až po jeho výstavbě. Chronologie stavby tak plně souvisí s rozborem nálezů z hrobů a také s vyhodnocením některých významných nálezových okolností. Ovšem ani po tomto procesu nenastala mezi badateli jednota, názory se naopak různí. Objevitel kostela V. Hrubý spatřuje jeho počátky mezi lety 850 – 863, klade je tedy před příchod byzantské misie, Schulze-Dörllam je posunuje do 1. poloviny 9. století s tím, že nejstarší fázi kostela měla podle ní představovat stavba provedená ve dřevě, Zdeněk Klanica naopak vzhledem k převaze vyspělého šperku veligradského typu v něm spatřuje kostel z pozdního 9. století. My se přikláníme k dataci V. Hrubého, avšak s tím, že vymezení doby pomocí stanovení okrajových let je na podkladě archeologického materiálu prozatím v podstatě nemožné. Přesto se nám jako reálný čas vzniku kostela Na Valách jeví doba okolo poloviny 9. století, asi však s poněkud větším přesahem do jeho 2. poloviny.
Ze samotného kostela se zachovalo jen nálezové torzo. Představují je zlomky vazných a omítkových malt, omítek se stopami po výmalbě, části litých maltových podlah na kamenném štětu, úlomky i celé kusy tegulí, prejzů a zdobných hřebenovek tvořících kdysi honosnou střechu a konečně negativní výplň základových rýh. Právě její existence je podstatou poznání půdorysu nejedné církevní stavby z doby Velké Moravy, přičemž o toto poznání se zásadní měrou zasloužil právě V. Hrubý. Zpočátku hledal Na Valách kamenný základ kostela, ovšem nacházel jen stavební suť. Až posléze, s postupujícím odebíráním horních vrstev rozpoznal, že ona suť vytváří ve štěrkovém podloží 80 až 90 cm široké pásy. Snižováním terénu v okolí těchto pásů se stále jasněji rýsoval půdorys církevní stavby. Bylo jasné, že ponechané pásy nejsou nic jiného, než odpad, který obyvatelé středověkého Starého Města vmetli do jam, jež vznikly vytrháním kamenů ze základů zchátralé velkomoravské stavby. V Památníku Velké Moravy ve Starém Městě Na Valách tak vidíme druhotnou výplň původních základových rýh, která jakoby vystupuje nad povrch a hroby jakoby ležící právě na tomto povrchu. Tento „klam“ je důsledkem specifické archeologické metody, díky níž mohly být následně objeveny i další podobné stavby nejen ve Starém Městě, ale i v Mikulčicích nebo v Uherském Hradišti - Sadech. Jistým negativem přitom je, že v důsledku absence původních základů, lze stanovit jen více méně přibližné rozměry takto objevených staveb, v našem případě i kostela Na Valách.
Kostel ve Starém Městě Na Valách byl tvořen obdélníkovou lodí o vnějších rozměrech cca 850×725 cm a podkovovitou apsidou o rozměrech cca 500×425 cm a byl orientován ve směru východ-západ. Hloubka základových rýh se pohybovala mezi 60 až 80 cm. Stavba má natolik univerzální a jednoduchý půdorys, že její obdoby bychom nalezli v široké oblasti od Gruzie na východě až po západní Evropu, nicméně zjistit přesnou analogii se však doposud nikomu nepodařilo. Patří přitom do skupiny kostelů s polokruhovou apsidou, která je v rámci velkomoravské architektury nejvíce zastoupena. Tak např. J Pošmourný spatřoval východisko tohoto stavebního typu v architektuře byzantské kulturní sféry s tím, že se jednalo o misijní kostel, který se k nám dostal prostřednictvím byzantské misie. Společně s V. Vavřínkem a F. Dvorníkem se shodli na tom, že místem původu mohla být středomořská dalmatsko-istrijská oblast. Naopak J. Cibulka shledával původ kostelů s polokruhovou apsidou v pozdně římské architektuře dolního Podunají, hlavně na území dnešního Bulharska. K této teorii se přikláněl také V. Hrubý. O západním původu této skupiny kostelů, hlavně v souvislosti s bavorsko-franskými misiemi, byl přesvědčen H. Preidel a částečně také A. Merhautová - Livorová. Konečně Z. Klanica si myslí, že v raně středověké Evropě se k pojednávanému typu kostelů doposud nepodařilo zjistit takové obdoby, které by mohly být přínosem v řešení otázky jejich původu. Dodejme, že asi už jen těžko nalezeny budou. Z toho plyne, že musíme vystačit s tím, co máme k dispozici.
Asi nechybíme, když podobně jako většina badatelů vyjdeme z obrovského kulturně-náboženského vlivu, který v období raného středověku měla Byzantská říše v širokých oblastech jižní Evropy a přilehlé části Asie i Afriky. Nelze přitom ovšem myslet na takovou architekturu, která tehdy stála v Soluni či Konstantinopoli a jiných výsostně byzantských městech. Spíše bychom ji asi hledali na okrajových územích, např. na rozhraní západní a východní kulturní zóny, tedy nejspíše v oblasti adriaticko-istrijské. Ovšem, zcela odmítnout nelze ani teorii o byzantské misie Konstantina-Cyrila a Metoděje a s ní spojovanou formu jednoduchého misijního kostelíka? I touto cestou se nakonec mohl kostel s polokruhovou apsidou objevit na území severně od Dunaje. Uzavřeme alespoň povšechně, že staroměstský kostel Na Valách asi má svůj původ opravdu v umělecké sféře byzantské architektury.
Na základě archeologických pramenů a závěrů architektů i historiků umění je možný následující pokus o rekonstrukci jeho nadzemní části. S velkou pravděpodobností měl podobu sálového plochostropého kostela se zaklenutou apsidou a se sedlovou střechou. Obvodové stěny byly vystavěny z tříděného lomového kamene a ojedinělých kusů římských cihel pojených vápennou maltou. Alespoň v interiéru byl omítnut a vymalován. Střecha byla zřejmě sestavena z hliněných vypalovaných komponentů, strop byl asi dřevěný z desek a proutí a snad byl i omítnutý, chodilo se po lité maltové podlaze aplikované na kamenný štět. Za dobu své přibližně padesátileté existence nejméně jednou vyhořel, byl však opraven a znovu využíván. I přes svou jednoduchost mu jistě v rámci okolních dřevěných staveb a v centru rozsáhlého pohřebiště patřilo výsadní postavení. Z hlediska funkce lze kostel Na Valách považovat za pohřebištní kapli s působností pro celou staroměstsko-uherskohradišťskou aglomeraci - Veligrad. Soudíme tak z toho důvodu, že nejvíce hrobů z okolního pohřebiště je kladeno právě do 2. poloviny 9. století, do doby největšího rozmachu aglomerace. Mnoho z těchto hrobů je prosto jakýchkoliv nálezů, v mnohých se však našlo velké bohatství. Ty první patří chudákům, resp. obyčejným lidem, ty druhé se sadami zlatých a stříbrných šperků, se zbraněmi a jezdeckými potřebami zase náležely mocným té doby. Představuje to jasný doklad značné diferencovanosti uvnitř velkomoravské společnosti. Na pohřebišti dokonce nechybí ani tzv. „zapovězená část“ s kostrami uloženými v násilně skrčené poloze „do kozelce“, s úmyslně rozbitými obličejovými partiemi lebek, s oddělenými částmi dolních i horních končetin, často v hlubokých jámách zaházených kamením. Tyto „praktiky“ prováděné na zemřelých považovaných za „vampýry“ jim měly zabránit v obživnutí a následnému poškozování živých. Jde o zvláštní a jedinečný náhled do duševna našich staroslovanských předků, současníků Svatopluka a Metoděje.
Stejně jako si nejsme jisti dobou vzniku staroměstského kostela Na Valách, neznáme ani přesnou dobu jeho zániku. Nicméně některé nálezové okolnosti hrobů v blízkosti kostela a především absence hrobových nálezů typických pro mladohradištní období, zejména pak vlasových ozdob zvaných záušnice naznačují, že přinejmenším před polovinou 10. století už kostel neexistoval a skončilo i pohřbívání. Vše nasvědčuje tomu, že mohl zaniknout dokonce velice záhy, bezprostředně po pádu Velké Moravy, už na začátku 10. století.
O tom, co se dělo Na Valách v období mezi polovinou 10. a začátkem 13. století, můžeme vyslovit jen dohady, protože archeologické prameny mlčí. Ty písemné lokalizují sice na půdu Starého Města trhovou ves Veligrad, ovšem zřetelné stopy po ní zde prozatím nalezeny nebyly. Až na jisté náznaky krátkodobého osídlení jižní v části někdejší mlýnské zahrady to vypadá tak, že lid, na kdysi exponovaná a významná místa na nějakou dobu prostě zapomněl. Jako by se zde na nějakou dobu zastavil čas. Co bylo toho příčinou, nevíme. Snad je to důsledek celkového úpadku někdejší aglomerace a následné změny v sídelní a mocenské struktuře za prvních Přemyslovců, snad tu sehrávala roli i jistá pietnost těchto míst plynoucí ze stovek hrobů a opuštěného a chátrajícího kostela.
Tento stav se ovšem výrazně změnil v průběhu 1. poloviny 13. století. Příčina této změny tkvěla v tom, že se Veligrad dostal do majetku velehradských cisterciáků a ti z něj chtěli vybudovat svoji hospodářsko-ekonomickou základnu. Ovšem, jak by možná někdo předpokládal, k opravě kostela nedošlo. Přesně naopak. Zřejmě právě v té době z něj byly vyrvány první kameny a římské cihly, tedy drahocenný stavební materiál, který bylo jinak nutno dovážet z Chřibů nebo Bílých Karpat. Ten byl následně využíván k výstavbě nějaké velké, archeologicky nově objevené stavby, budované v místech jihovýchodně od někdejšího kostela v poloze Dvorek. Snad v ní lze spatřovat počátky vodního mlýna, resp. nějakou část jeho areálu, toho mlýna často vzpomínaného v pozdějších písemných zprávách a existujícího zde nepřetržitě vlastně až do 70. let 20. století. Na opačné straně od kostela překrylo tamní velkomoravské hroby mohutné těleso dřevěno-hliněné, 10 m široké hradby, před kterou byl vykopán 3,5 m hluboký příkop, později přebudovaný v mlýnský náhon. Jeho realizace naopak mnoho hrobů poničila. Celková šířka opevnění středověkého Veligradu z 1. poloviny 13. století tak činila asi 16,5 m, zachycená délka dosahuje 220m. Dodnes jsou stopy po jeho existenci v podobě valu viditelné v ulici Na Valech a v zahradách domů Svatovítské ulice východně od Památníku Velké Moravy.
Aktivity velehradských cisterciáků ve Veligradě - Starém Městě utrpěly velkou ránu v podobě založení přemyslovského královského města a pevnosti Nový Velehrad, později Hradiště, dnešního Uherského Hradiště, k němuž došlo v roce 1257. I když byl v důsledku toho skutku postupně pozastaven progresivní vývoje Veligradu jako hospodářského centra nedalekého kláštera, na okraji východní staroměstské ostrožny, podél dnešní Jezuitské ulice, už pracovaly četné dílny hrnčířů, rozvíjel se mlýn a budovaly se další kamenné stavby. Velkomoravskou minulost těchto míst tak nadlouho překryla rouška zapomnění. Staré Město se na dlouhá staletí stalo předměstím Uherského Hradiště.

## Současnost
V letech 2008–2009 byl objekt Památníku Velké Moravy kompletně zrekonstruován a přizpůsoben celoročnímu provozu. Vznikla zde rovněž nová moderní multimediální stálá expozice Velká Morava. V roce 2022 byla otevřena přístavba tzv. Cyrilometodějského centra, v níž se nachází expozice Pravěk Uherskohradišťska a Příběh Konstantina a Metoděje.  
Památník je spravován jako součást Slováckého muzea v Uherském Hradišti.